# Othreis sultana
Othreis sultana är en fjärilsart som beskrevs av Pieter Cornelius Tobias Snellen 1886. Othreis sultana ingår i släktet Othreis och familjen nattflyn. Inga underarter finns listade i Catalogue of Life.